# Mujo
Mujo (無常 Mujō) è un film del 1970 diretto da Akio Jissōji.

## Riconoscimenti
- 1970 - Festival del cinema di Locarno
  - Pardo d'Oro